# 聖結晶アルバトロス
『聖結晶アルバトロス』（せいけっしょうアルバトロス）は若木民喜による日本の漫画作品。『週刊少年サンデー』（小学館）にて2006年1号から同年51号まで連載されていた。全5巻。

## 概要
本作は読み切り作品『情報盗団アルバトロス』および『緋石の怪盗アルバトロス』をキャラクターなど一部の設定を残し連載化した作品である。
5つに分裂した聖結晶の破片のうち2つを回収したところで連載終了となったため、張られた伏線の大部分は回収されず、残された謎も多い結末となった。これについて作者は週刊少年サンデー公式サイトのコメントコーナーで「最終回は現時点でのキャラの立ち位置を示すことを第一に考えました。先に繋がる設定だけは残しましたので、後は読者の皆さんの想像にお任せしたいです」と語っている。
なお、全く回収されなかった伏線は若木自身のブログ（2007年1月26日の記事）で細かく解説し、とりあえず区切りをつけている。

## あらすじ
ある日、中学2年生の紫原ユウキは登校中に不良にからまれていた少女、朝倉さくら（=ゴミ子）を救う。その際に朝倉が落とした不思議な石を拾って登校する。実はそれは異世界の全能全治の石とされる聖結晶の破片（アイソトープ）だったのだ。それを見つけた理科の教師、藤村はユウキを学校の天文台に誘い出す。なんと藤村は異世界の生物、モノバイルに体を乗っ取られていたのだった。カグーと名乗るモノバイルに襲われ、追い込まれるとそこにアルバトロスと名乗る少女が登場。同時にユウキのもっていた聖結晶が燃え出す。アルバトロスと聖結晶の力でなんとかカグーを倒すとアルバトロスは力尽き、姿を戻す。なんとアルバトロスの正体はゴミ子の朝倉だったのだ……。
アルバトロスとユウキの、聖結晶を巡る闘いの物語が始まる。

## 登場人物
紫原 ユウキ（しのはら ユウキ）
主人公。木梢中学校に通う2-Bの生徒。誕生日は8月19日。年齢は14歳。右利き。2年前に父親の紫原高生を亡くしている。
母の美沙都に2歳から毎日空手をさせられているため反感を抱き、1巻の最初のページではいきなり道場の柱を壊そうとするシーンで登場した（しかし、アルバトロスに関わってからは何者にも負けたくないと思うようになり、稽古に熱心になる）。初段試験を受けて黒帯をしめたいようだが、受けさせてくれない美沙都（曰く「弱い」、「帯の色は大した問題ではない」）が言うには武道家としての欠点（その中に美沙都の不満も含まれている）が218個あるらしい。
順突きが得意で美沙都にもたまにかすることがある。武道家が食べてはいけないもの十選があり、牛乳、ジュース、スナック菓子、ファーストフード、揚げ物、メロン、カタカナで8文字以上の名前の料理（その中に漢字があるときは除く）、煮物、落ちてるもの、アイスクリームは食べてはいけないらしい（ただし、アイスクリームはなぜか家にある）。その中でもアイスは大分食べてないらしく、アイスが食べられると大喜びする。特に明爺のアイスが好き（他に菓婆屋のアイスもあるらしい）。
偶然、不良にいじめられていた朝倉（アルバトロス）を助けたことで人生が一変。『炎のアイソトープ』が左手に入ったことによって炎を出せるようになった（体も大分タフになってきている）。クレインとの戦いで、アルバトロスと協力して残りのアイソトープを探すことを決意する。また、シュライクとの戦いでアイソトープの力を引き出せるようになった。正義感の強い少年で、素手でナイフを握ったまま相手を殴るなど、怖さを感じない体質である。休炉状態になった朝倉の全裸を何度も見ているが、全然慣れない様子。1話で包帯を（早いときは1コマごとに）巻いたりほどいたりしている。
もともとは複数の元素からなる、『デュバイル』というモノバイル（何種類の元素からなるのかは不明だが、3種類以上だと親もデュバイルになる）である（本人はそのことを知らない）。デュバイルは身分は低いものの新たな可能性を持った存在であり、特にユウキは神の子とされるほどの能力を秘めていた。
デュバイルの特徴によって、ユウキは人間界の食べ物で生きていけるようになり（幼いうちは、水も飲めなかったり（このことから水素と酸素のデュバイルではないということが判る）、腹巻をつけていないと下痢になったりしていた）、炉が不要になった。取り外された炉は、ホーク（高生）の手により改造され、遅れて人間界に飛ばされた瀕死状態のアルバトロスに取り付けられた（そのため、アルバトロスは2年以上前に人間界に来ている）。また、寒くなると身体が痒くなる。名前を付けたのは美沙都である。
アルバトロス / 朝倉さくら
表向きはユウキと同じ木梢中学校に通うA組の生徒であり、（カグーの動向を探るため、また情報収集のために）よくゴミ箱を漁っているためか学校では「ゴミ子」と呼ばれ鼻つまみ者になっている。しかし、その本当の正体は石の国の世界の皇女である。
誕生日は第十五暦元年11月7日（ただし、アルバトロスの世界の1ヶ月は60日もある）。あまり人間の世界については詳しくないようで、墓石や俳句を知らない（バイクは知っている）。右利き（ペンを握ったまま書いている）。朝倉さくらという名は自分で1度名乗っただけで、他の人は誰もその名で呼ばない。普段は優しく穏やかだが、1度決めればその意志を決して曲げない頑固さも併せ持つ。
かつては聖結晶の力で全てのモノバイルの頂点に立っていたが、聖結晶を巡る戦いを終結させるため、『大発火』を引き起こし、多くのモノバイルとともにこちらの世界に飛ばされてやってきた。そのときに、聖結晶は5つの破片（アイソトープ）となり、炎のアイソトープ以外は四散してしまった。その回収のため、身を粉にして頑張っている。
飛ぶこと以外は大した力を持っていないため（フェルミノードも抱えながらでないと持てない）、好戦的なモノバイル達からは足蹴にされている。普段はエネルギーの消耗を避けるために休炉状態にさせて朝倉の姿になっている。
最初は人間であるユウキがモノバイルの戦いに干渉することを良しとしていなかったが、ユウキのもつアイソトープが彼女の炉から力を供給する事によって発動する、という事実に気付いた後は協力的な姿勢を示している。仲間もいたようだが、アルバトロス曰く「あの時、みんないなくなった」（いなくなったと言うよりは自分で消したと言うほうが自然）とのこと。
休炉状態では何もかも遅く、活炉状態と比べるとユウキに対してとても照れやすい。学校に野宿していて、みの虫のように木の葉をかき集めて作った毛布をかぶって寝ている（起きてからしばらく毛布を着ている）ので、他の人にそれが知れるのを嫌っている（自分の帰りを見送るユウキに対してわざと学校周辺をうろついていたが、ユウキの「一緒に住もうぜ」という台詞を聞いた後はとても照れていた）。登校時間、起床時間ともに遅い。
現在の所持品は石（ダイヤモンド）、眼鏡、1着の汚れた制服、運動着（なぜか汚れていない）、下着（2話と31話で明らかになっている）、鎖をつなぐ鍵（鎖はユウキに壊されてしまった）。炉をつけると髪の色（休炉状態だと黒、活炉状態だと白）、目の色（休炉状態だと黒っぽい赤、活炉状態だと赤）とリボンの形が変わり、体格も僅かによくなる。活炉状態になると翼が飛び出し制服が破れるので、一度服を脱いでから変身する（ただ、物語の後半では服を脱がずに変身して制服を破っているところが二度もあり、その度に縫い直したと思われる跡が見られる）。1度だけだが、変身したまま黒髪にもどったことがある。活炉状態だと上に1本、休炉状態だと横に2本ずつ、いわゆるアホ毛が常にはねている（稀にはねていないこともある）。聖結晶の力を（炎の聖結晶の場合、水をも切れるほど）増幅させる『フェルミノード』という護剣（聖結晶の力が無いとただの棒）を持っていたが、ユウキに託す。
レアクラスのモノバイルで、現在素石にはダイヤモンドを使っている。ダイヤは要するに炭素であるが、本人曰く素石は炭素ではなくダイヤでなければならないらしい。現在、素石（ジュエル）はどう節約しても3ヶ月しかもたないらしいが、その割には無駄使いが目立つ。モノバイルであることを隠すために、休炉状態のときは炉を後ろ髪に隠している。
もともとの姿は聖結晶に操られた悪魔であり、その絶大な力でモノバイル世界の頂点に君臨していた。アルバトロスに対抗するダークジュエルの軍が望みを託した神の子である幼いユウキを殺そうとしたが（そのときの恐怖により、ユウキは怖さを感じない体質になっている）、聖結晶に操られていた心とアルバトロス自身の良心との葛藤により、聖結晶とともに自決することを決意、聖結晶を破壊する。これが大発火である。しかし、ユウキは大発火で10年前の人間界へ高生とともに飛ばされ、アルバトロスはその10年後の人間界に飛ばされた。そして現在、誰か他者が聖結晶を復活させないよう、聖結晶を完全に破壊するために、再度聖結晶を集めている。そのことに重大な責任を感じているのでどんな事でも一人で解決しようとするが、他のモノバイルとの圧倒的な力差を感じ、ユウキに手伝ってもらっている。
アルバトロスの現在の炉は、もともとユウキがつけていたものである。様々な素石を利用できるデュバイルの炉であるため、本来の素石・聖結晶を失ったアルバトロスも延命できている。だがアルバトロスの素石消費量は激しく、ダイヤ以外の素石ではすぐ燃え尽きてしまう。それゆえ、ダイヤ以外の素石が使えない。
作者曰く、ミスタードーナツに通っていた頃にバイトをしていた、地味だが声は可愛くいつも怪我をしていた女の子がモデル。
紫原 美沙都（しのはら みさと）
紫道館空手道場師範でユウキの母親。28歳。見た目は美人、中身は武士。ユウキに2歳から空手を叩き込んでいる。
聖結晶のことを話されても動揺しない厳格な性格かと思いきや、息子に隠れて自分だけうまい物を食べていることもある（中学生の頃までは普通の中学生と変わらなかったが、ユウキたちと出会ってからユウキを強く育てるために道場を継ぐことを決意し、性格を変えたらしい）。嫌な奴だとすぐ殴るらしい。朝倉のことは嫌ってはいないが、異性は武道の大敵とのこと。強火の料理しか知らないので、料理は毎日チャーハンらしい。大学生にも勝てるユウキが手も足も出ないほど強い。未亡人。両親は田舎にいる（追いやった）らしい。家の電話は黒電話。紫道館の経営は赤字らしく、スポーツジムなどで空手を教えて生計を立てている。親子そろって機械音痴で、パソコンは重くて角が鋭くないと使えないらしい。モノバイルやアルバトロスのことはまだ知らない、と思われていた。
作者いわく、「気を許すとすぐに若くなってしまいます」。
緑川 理香（みどりかわ りか）
ユウキのクラスメイトで、いつもアホ毛が二本はねている。作者本人のブログより、陸上部だと思われる。
ユウキとは3歳からの幼馴染で、ユウキと一緒に紫道館で空手をしていたときがあった。ユウキが他の女（朝倉）と一緒にいると怒り、ユウキと全裸の朝倉を見て勘違いし、彼のことを『珍奇変体セクハラ男』と呼んだことがある。そのことに気付かないユウキには困っている様子。必殺技は、シャーペンの芯を少し出し、親指で弾き飛ばす『シャー芯ミサイル』で、結構痛いらしい。右利きのようだが、この技を使うときは左手を使っている。時々「死ぬれ」「はよはよー」など、独特の言葉遣いをする。席はユウキの前で、周りの席は男子だらけ。
なお、イラストを描く時のコツは「頭のてっぺんのWアホ毛と髪のすそを外ハネに描けばなんとかなる」とのこと（作者談）。
マッピー
理香の親友。本名は松宮宏子。ユウキといたアルバトロスを見てイベント帰りかなと言ったことがある。朝倉=アルバトロスということは知らない。理香同様、ユウキのことを「珍奇変体セクハラ男」と呼ぶ。
不良
3年生で、よく朝倉にコーヒーをこぼされる。1回目はユウキに倒され、2回目はレバイオに追い払われる。武器を隠し持っている。モーニングコーヒーと言うのが好きらしく、そのときの気分に応じて違う種類のコーヒーを飲んでいる。
藤村
木梢中の理科の教師。かなり前にカグーに殺されていた。チタンの眼鏡をかけていたが生前もかけていたかどうかは不明。死んだのが分かったのは事件のあった3日後。そのときの新聞に名前と年齢が書かれていたが、詳細は不明。朝倉以外の生徒からは呼び捨てにされている。
大将
レバイオ、ミュウが居候している花屋の店長。常に葉っぱを口にくわえている。レバイオにとても厳しい。ミュウを心配している。
紫原高生（しのはら たかお）
ユウキの父親。2年前に事故死している。家族にすら敬語で話し、よく図書館に通っていた。右腕にクレインのものと同型の炉をつけていたため、アンチモン（Sb）のモノバイルの可能性が高い。顔の右側に火傷のような傷があり、外では帽子を目深にかぶっていた。
クレインの兄であり、本名はホーク。
ユウキについていた炉を取り外して改造し、アルバトロスに取り付けた当人である。

### モノバイル
モノバイルとは、元素を素石（ジュエル）として生まれてくる者達。ジュエルとなった石を己の炉（個々によって形状が異なり、内部は霊水（リキュール）という液体で満たされている）で燃やすことによって生きている。そのため、食事はとらない。
素石命図（ジュエル・インデックス）と呼ばれる、元素周期表を上下逆さまにした図（ただし、ランタノイドやアクチノイドは記載されていない。これは、アルバトロスの世界には自然より生み出される元素しかないためである）によってジュエルの重さとモノバイルの強さが示されており、ジュエルが重ければ重い程、力も強くなる。弱い順にコモン、エリート、レアとランク付けされている。翼はレアクラスの証で、レアクラスか否かは翼で判断できる。コモンは最弱の部類に入るが、その分燃やす石の減りも緩やからしい。活炉状態と休炉状態があり、高いクラスになるほど休炉状態になったときに極端に弱くなる（ただし、炉をオーバードライブされているユヒナは例外）。休炉状態になると視力が落ちるらしく、アルバトロスとピジョンが休炉状態のときにメガネをかけているのはこのせいである。また、固体、液体、気体のモノバイルがあり、気体のモノバイルは目に見えない気体でできている（ただし、炉は固体である）。固体、液体のモノバイルの見分け方は不明。
元々は異世界の住人で、聖結晶を持っていたアルバトロスはその国王的な存在だった。今のアルバトロスは大発火で消えたと思われており、彼女自身も「消え去ったはずだった」と言っている。
モノバイル達の名前は鳥の名前を起用しているものが多い。
- アルバトロス（アホウドリの英名）
- カグー（カグー科の鳥）、ノディ（アジサシ科の鳥）、ホーク（鷹の英名）
- クレイン（鶴の英名）、ユヒナ（チメドリ）、レバイオ（エレパイオ）、ミュウ（エミュー）
- シュライク（モズの英名）、ピジョン（鳩の英名）、プラバ（千鳥の英名）、グース（ガチョウの英名）
- アイビス・トキ（トキの英名、日本語名）、レイヴン（ワタリガラスの英名）、ドレイク（雄ガモ）
- シビア（チメドリ）、フィンチ（アトリ科の小鳥の総称）、カッコウ（カッコウの英名）

カグー
チタン（Ti）のモノバイル。コモンクラス。
ユウキたちの学校の理科の教師の藤村を殺して入れ替わっていた。（アルバトロスが落としたとされる）炎の聖結晶を拾ったユウキから聖結晶を取り上げ、全てを手に入れる計画を立てていた。ユウキに致命傷を負わせ、アルバトロスの動きを封じたものの、聖結晶が左手に入ったユウキに倒される。炉は頭にある。純度は低いがチタン製の眼鏡をかけて常に素石を持ち歩いている。
主な技はチタンの槍を形成し自由に操ることができる『チタニウム・スパイク』。後に、シュライクの部下であった事が判明した。また、トライアッドにも同型のモノバイルがいる。アルバトロスからは正体を知ったにもかかわらず、「藤村先生」と呼ばれている。
砂芋虫
ケイ素（Si）のモノバイル。コモンクラス。炉は触角にある。
カグーが飼っていたようだが、彼の死後に素石を与える者がいなくなり暴走するも、ユウキに倒される。ユウキによると千発殴れば倒せるらしい。
ノディ
亜鉛（Zn）のモノバイル。コモンクラス。クレインの部下。炉は胸にある。
クレインが聖結晶の破片（アイソトープ）を全て手に入れた暁には、亜鉛でクレインの像をつくるといっていたが、ユウキとの戦いで致命傷を負い、（クレインの命令で）ユヒナによって止めを刺される。体が柔らかく、打撃攻撃を無効化できる。ユウキ曰く「聖結晶の力が無くても倒せた」。
主な技は亜鉛の弾を形成し飛ばす『ジンクジップ』。カグーのチタニウム・スパイクより遅いが、ひも状になって相手にまきつけ1分で亜鉛の像にすることができる。
クレイン
アンチモン（Sb）のモノバイル。エリートクラス。炉は右腕にある。
人間の書物に興味を持つ（新聞にも興味を持っているらしい）。また、ユウキとアイソトープとの関係にも興味を持っている（アルバトロスにも興味を持っていたようだが、聖結晶を失った彼女には興味が無いらしい）。ユウキの炎のパンチを片手であっさり受け止めるなど、計り知れない実力を持つ。致命傷を負ったノディを（ケガ人は必要ないという理由で）平気でユヒナに殺させるという冷徹な性格。『風のアイソトープ』を持っている。
ホーク（紫原高生）の弟である（戸籍上、ユウキの叔父である）。
ユヒナ
ニッケル（Ni）のモノバイル。髪は活炉状態のときは白、休炉状態のときは茶色。炉は右目にある。クレインの部下。コモンクラスではあるが、高い実力を持つ剣士（フィンチの攻撃を阻めることが出来るため、実力はエリートクラス並みだが、なぜクレインに忠誠的なのかは不明。さらに、彼は炉をクレインにオーバードライブされているらしい）。彼の剣は刀身がほぼ長方形になっているが、切れ味は鋭い。
見た目は中性的だが性別は男。ユウキとの戦いで深手を負ったノディに止めを刺した。ユウキと別れてからユウキが病院に行った間に誰かと戦ったようである（マントに大量の血がついていた）。クレインの命令により、ユウキを監視している。トライアッドの砦では、バンガ、ビーウィ以外の四本足を倒し、ユウキを最上階に導いた。初登場時とユウキとの再会時では髪型が少し変わっている。
作者曰く、「ユヒナに関しては、物語が途中で終わってよかったかも知れません。」
レバイオ
マグネシウム（Mg）のモノバイル。コモンクラス。炉は頭にある。
気の優しい巨漢で、アイソトープがあれば妹のミュウを助けられると言われてシュライクに従っていた。妹ともども花屋に居候しており、店長の教えから自身も草木を大切にしている。大発火前は田舎に住んでいたらしい。ちょっとした誤解からユウキと戦うが、シュライク戦後はユウキと共に聖結晶を探すことを決意。最終回では病院に花を植えている姿が描かれている。語尾に「〜ダゾ」と付ける。本名は「エ・レバイオ」。
主な技は口に鉱石を含み活炉（ジュエル・オン）させ、巨大な炎弾を飛ばす『ファイアマグ』。
ミュウ
マグネシウム（Mg）のモノバイル。コモンクラス。炉は頭にある。
レバイオの妹。体が弱く、大発火により人間界へ飛ばされた際に負った足の怪我のため寝たきり。ユウキのおかげで病院に入ることが出来、現在は皮膚のみ再生。兄に似ずちいさな身体で、兄と同じく語尾に「〜ダゾ」と付ける。現在入院中。将棋ができる。本名は「エ・ミュウ」。
シュライク
ストロンチウム（Sr）のモノバイル。エリートクラス。炉は胸にある。
犬と人を合わせたような姿。人間の歌（いぬのおまわりさん）を気に入っている。火炎系のモノバイルで、爆発技を操る。聖結晶の破片（アイソトープ）の力を引き出す事ができたユウキに炉を割られ重傷を負わされる。その後、ユウキの手の炎が消えて動けなくなったのを見て命がけで止めを刺そうとするが、ユウキの味方になったレバイオによって倒される。
主な技は指を鳴らして任意の座標を爆発させる『バーストロン』と、両手の指を鳴らして周囲一体を火の海に変える『デラ・バーストロン』。
ピジョン
銀（Ag）の麗人系モノバイル。エリートクラス。炉は頭の上に2つある。
少女の姿で、シュライクと行動を共にしていた（しかし、シュライク自身にはほとんど興味をもっていなかった）。かつてはアルバトロスたちに仕える踊り子だったらしい。かなりのコンプレックス持ちで、アルバトロスが失墜し乱戦状態となった今では、アルバトロスに代わって次の女王になろうとしている。スプーン形の首飾りをよく舐めている。作者は彼女をユウキの学校に入学させる予定だったらしい（作者がブログ上で描いたその制服姿は、メガネっ子になっていた）。
主な技は幾つもの黒銀の帯を自在に操作する『クイック・デス・シルバー』。
プラバ
ベリリウム（Be）のモノバイル。コモンクラス。炉は尻尾にある。シュライクの部下で彼に対し敬語を使っているようだが、ピジョン同様シュライク自身には殆ど興味を持っていなかった。
小動物のような姿で、おしゃべり好き。また、探索も得意（情報収集にも役立っている）。シュライクが倒された後はピジョンと共に行動している。
グース
臭素（Br）の薬師系モノバイル。コモンクラス。炉は頭にある。トキの助手。
モノバイルの病院で働いている。戦闘能力はない。手に持った棍を使って、怪我や病気を探索することができる。初めてユウキ達と会ったときには敵だと思い、棍で攻撃するが、ユウキには全く歯が立たなかった。将棋のルールは知らないらしい。
アイビス
ヨウ素（I）の薬師系モノバイル。炉は頭にある。エリートクラスだが、立場的にはまだ医者見習いの子供。
炉にヒビが入ってしまっている母親トキのために、グースと一緒に病院に来るモノバイル達を追い払っていた。大発火を起こしたアルバトロスを激しく憎んでいる。一番簡単なすり傷の治癒唱文『ヒイルヒイル』、切り傷用の『ケアケア』などを持っていて治癒能力は計り知れないらしいが、本人曰く制御できないらしく、治療しても吹っ飛ばしたり、爆発させたりと逆にケガを増やしてしまう。また、当初は傷を探すためとはいえいきなりユウキの胸を触ったりするなど誤解されそうな行動をしたこともあった。
アルバトロスの顔を知らないのでアルバトロス=朝倉だと知らなかったが、自分を敵から庇い負傷したアルバトロス自らが正体を明かしたことで、それを知ることとなる。一度は彼女の治療を躊躇うが、ユウキの叱咤により彼女を助けることを決意し、治療した。母と病院を守るため、ユウキ達の仲間となることを決め、その一件後に正式に仲間として迎え入れられた。最終回では家出した罰でレバイオの手伝いをすることとなった。アルバトロスを守るために大怪我をしたにも拘らず、ユウキについていく予定。休炉状態の時には髪が黒くなるらしく、32話では休炉状態の彼が登場する予定だった。
得意技は麻酔呪文で対象を一瞬にして気絶させる『ナスターシャ』（たまに『ナスターシア』と言うことがある）。技の種類が一番多いモノバイルである。
初期ネームの段階では、ユウキのことが好きで、「ユウキをアイビスとアルバトロスで取り合う」という設定があったが、没になった。
トキ
ヨウ素（I）の薬師系モノバイル。炉は頭にある。エリートクラス。
アイビスの母親でモノバイルの病院の院長。炉にヒビが入ってしまっており、寝込んでいる。自分のことよりも患者を優先する医者の鑑と言うべき人物。そのためトライアッドに狙われていたこともある。未熟で奔放な息子の言動には頭を痛めている。
チャカ
クロム（Cr）のモノバイル。炉は頭にある。コモンクラス。
人間に寄生し、近づいてきたユウキたちを攻撃する。手が刃物になっているモノバイル。アイビスのナスターシアによって倒れるが、隙を見てアイビスを攻撃。彼を庇ったアルバトロスに致命傷を与えるが、ユウキに倒される。トライアッドの見張りらしいが真偽は不明。
レイヴン
白金（Pt）のレアクラスのモノバイル。炉は左肩にある。
フィンチがドレイクを殺害したあと、トライアッドの砦に現れ、砦を破壊した。フィンチが寝返るはずだったダークジュエルの者。アルバトロスとは何度か戦ったことがあるらしい。1話の表紙にも登場している。

### トライアッド
聖結晶を狙うモノバイルの組織。台座付きの『土のアイソトープ』を持っていた。最初は3幹部のみで立ち上げた山賊集団のようなものであったが、乱世でのし上がり現在の大軍団になった。ドレイクの死と砦の崩壊によって、事実上消滅した。ピジョン曰く、生き残ったのはシビアだけらしい。
ドレイク
ルテニウム（Ru）のモノバイル。炉は首から提げている。エリートクラス。
トライアッドの1の輩。「拳のドレイク」の異名を持つ。
ルテニウムを磨いて大切にしており、日本の空気をやたら気にしている。傭兵らしく、自分なりのやり方で生き抜いてきたらしい。非常に仲間思いであり、死んだ部下の炉を墓標として大量に手元に置き、軍団の部下と仲間たちのための国を作ろうと思い定めていた。
ユウキとの勝負で武人らしく敗北を認め、アイソトープを渡そうとするが、フィンチに裏切られ死亡。しかし最期までそれを責めることは無かった。破壊された炉は、砦崩壊後、シビアがそれを持ってがれきの中に佇んでいるところが描かれた。
シビア
パラジウム（Pd）の麗人系モノバイル。炉は首にある。エリートクラス。
トライアッドの2の輩。「剣のシビア」の異名を持つ。
風呂好きで、「戦う相手も美しい者と戦う方が幸せ」だと思っている。汗臭い男と戦うのは嫌いらしい。髪だけは今まで誰にも触れられた事がないので、触れた上に汚したユウキを激しく憎んでいる。相手を斬るときに手加減しても周りのものも斬ってしまうので屋内向きではない。また、朝倉以外での全裸シーンがある唯一の人物。
砦が崩壊したときどこかへ行っていたため1人だけ生き残る。
フィンチ
ロジウム（Rh）のモノバイル。エリートクラス。
トライアッドの3の輩。「弾丸のフィンチ」の異名を持つ。
「傭兵は皆一つはまじないを持っている」らしく、命を守るジンクスらしい。彼のジンクスは寝ること。
ダークジュエルに寝返るため、ドレイクを殺害して土のアイソトープを奪おうとしたが、ユウキの手に渡り失敗。砦の崩落に巻き込まれた後の消息は不明。
バンガ
塩素（Cl）のモノバイル。
ドレイクの側近の「四本足」の1人。身体が存在しない気体のモノバイル。
炉を花瓶に偽装していたのを見破られ、ユウキに倒される。
ビーウィ
ナトリウム（Na）のモノバイル。
ドレイクの側近の「四本足」の1人。冷気を扱う。
ユウキを凍らせるも、空中でフェルミノードで串刺しにされ、遠距離で聖結晶の力を注ぎ込まれ倒される。
カッコウ
鉄（Fe）のモノバイル。岩人間といった風体の多目巨人。コモンクラスだが、戦闘種族のため戦闘力はかなりのもの。トライアッドの下っ端。
トキを半ば強奪するために病院を襲ったが、ユウキによって追い払われた。片言で話す。体をバラバラに分解し自在に操ることができるが、本体である頭部の近くにないと操作できない。トライアッドの1人、シビアの剣で斬り殺された。また、トライアッドには同型のモノバイルが多数いる。
また、上記以外にもカグーと同型のチタン（Ti）のモノバイルも多数属している。

## 用語解説
聖結晶
アルバトロスが所有していた全知全能の石と呼ばれる謎多き石。現在は大発火により五つの破片（アイソトープ）に分かれてしまっていて、その内、炎、土のアイソトープはユウキ、風のアイソトープはクレイン、聖結晶の台座はトライアッドが所有していたが、砦の崩壊と共に行方不明になった。しかし、破片（アイソトープ）だけでも計り知れない力を持つ。
アイソトープの種類は、炎、水、風、土、光。
大発火
モノバイル達を人間界へ吹き飛ばした光。ユウキを祝う大きな祭りが行われた際、突然起こった。音も熱さも何も無く、明るい光だけが広がったという。アルバトロス曰く、「聖結晶を巡る戦いを終結させるために自分と聖結晶がとった最終手段」らしい。
トライアッド
特に戦闘力に優れた素石命図（ジュエル・インデックス）の中央部に位置するルテニウム、ロジウム、パラジウムの3人のモノバイルを長とするモノバイルの組織。元々この3人だけのダークジュエルの傭兵だったが、後に独立。
聖結晶を狙っており、土のアイソトープ（台座付き）を所有していたが、ユウキの手に渡る。台座については、現在行方不明。
ダークジュエル
聖結晶、アルバトロスによる恐怖政治に反抗する集団。トライアッドを雇っていたことがある。現在わかっているのはレイヴン、高生、ユウキなど。
駆動炉（ドライブ・ポット）
フェルミノードなどにある特別な石を使う道具専用の炉。
木梢中学校
ユウキ、理香、アルバトロスが通っている中学校。天文台は、昔は世界最大だったらしい（この天文台は大昔の木梢町に来たモノバイルが建て、高生はそれを調べるためによく図書館に行っていた）。一見普通の中学校に見えるが、チャイムの擬音が『カラーン』、『コケーン』だったりするなど変なところがある。

## 単行本
- 若木民喜『聖結晶アルバトロス』小学館〈少年サンデーコミックス〉、全5巻

1. 2006年4月18日発売 ISBN 4-09-120346-9
2. 2006年7月18日発売 ISBN 4-09-120557-7
3. 2006年9月15日発売 ISBN 4-09-120629-8
4. 2006年11月17日発売 ISBN 4-09-120688-3
5. 2007年1月18日発売 ISBN 978-4-09-120830-9